# Манифест (албум)
Манифест је шести албум београдског музичког састава Канда, Коџа и Небојша, издат 4. маја 2011. године у издавачкој кући „Одличан хрчак“.
Албум је издат на грамофонској плочи, као и на интернету где је доступан за бесплатно преузимање.
Први сингл с албума, Кафане и рокенрол, изгласан је за најбољу песму у Србији 2010. године, у избору критичарâ интернет-магазина „Попбокс“, а четврти сингл – Тајне летења – изабран је од слушалаца радија Б92 за седму најбољу домаћу песму у 2012. години.

## Списак песама
1. Кафане и рокенрол (2:47)
2. Тајне летења (4:04)
3. Дивни дани (4:24)
4. Пашћу у свест (2:36)
5. Стаклодувачки сводови (4:48)
6. Мајка нам је ноћ (3:44)
7. Деца таме (3:53)
8. Криза морала (1:58)
9. Солар (3:23)
10. Још 1 шав (4:15)